# Schematische Kriegsgliederung der Wehrmacht für den Balkanfeldzug
Die Schematische Kriegsgliederung der Wehrmacht für den Balkanfeldzug zeigt die Aufstellung der für den Überfall auf Jugoslawien und Griechenland vorgesehenen Verbände des Heeres und der Luftwaffe der Wehrmacht am 6. April 1941.
Das Heer war in zwei Armeen gegliedert. Die Luftwaffe bot eine Luftflotte auf, die zwar selbstständig war, aber eng mit den entsprechenden Heeresverbänden zusammenarbeiten sollte. Die Divisionen des Heeres gehörten unterschiedlichen Aufstellungswellen an, wobei die Divisionen der 1. und 2. Aufstellungswelle personell und materiell am besten ausgestattet waren.

## Heer

### 2. Armee
- Oberbefehlshaber: Generaloberst Maximilian von Weichs[1]
- Chef des Generalstabs: Oberst i. G. Hermann von Witzleben
- Erster Generalstabsoffizier: Oberstleutnant i. G. Gerhard Feyerabend

| XXXXVI. Armeekorps (motorisiert) | 16. Infanterie-Division (motorisiert)       | 1. Aufstellungswelle                                                                          |
| XXXXVI. Armeekorps (motorisiert) | 8. Panzer-Division                          | 1. Aufstellungswelle, 204 Panzerkampfwagen (49 P II, 125 P 38t, 30 P IV)                      |
| XXXXVI. Armeekorps (motorisiert) | 14. Panzer-Division                         | 1. Aufstellungswelle, 124 Panzerkampfwagen (45 P II, 51 P III, 20 P IV, 8 Panzerbefehlswagen) |
| XXXXIX. Gebirgskorps             | 1. Gebirgs-Division                         | 1. Aufstellungswelle                                                                          |
| LI. Armeekorps                   | 132. Infanterie-Division                    | 11. Aufstellungswelle                                                                         |
| LI. Armeekorps                   | 183. Infanterie-Division                    | 7. Aufstellungswelle                                                                          |
| LI. Armeekorps                   | Teile der 101. leichten Infanterie-Division | 12. Aufstellungswelle                                                                         |
| LII. Armeekorps                  | 125. Infanterie-Division                    | 11. Aufstellungswelle                                                                         |
| Reserve                          | 79. Infanterie-Division                     | 2. Aufstellungswelle, kam nicht zum Einsatz                                                   |
| Reserve                          | 169. Infanterie-Division                    | 7. Aufstellungswelle, kam nicht zum Einsatz                                                   |
| Reserve                          | 197. Infanterie-Division                    | 7. Aufstellungswelle, kam nicht zum Einsatz                                                   |

### 12. Armee
- Oberbefehlshaber: Generalfeldmarschall Wilhelm List[3]
- Chef des Generalstabs: Generalmajor Hans von Greifenberg
- Erster Generalstabsoffizier: Oberst i. G. Josef Kübler

| XXX. Armeekorps                | 50. Infanterie-Division       | 1. Aufstellungswelle                                                                                  |
| XXX. Armeekorps                | 164. Infanterie-Division      | 7. Aufstellungswelle                                                                                  |
| XVIII. Gebirgskorps            | 2. Panzer-Division            | 1. Aufstellungswelle, 142 Panzerkampfwagen (45 P II, 71 P III, 20 P IV, 6 Panzerbefehlswagen)         |
| XVIII. Gebirgskorps            | 5. Gebirgs-Division           | |
| XVIII. Gebirgskorps            | 6. Gebirgs-Division           | |
| XVIII. Gebirgskorps            | 72. Infanterie-Division       | 2. Aufstellungswelle                                                                                  |
| XXXX. Armeekorps (motorisiert) | 73. Infanterie-Division       | 2. Aufstellungswelle                                                                                  |
| XXXX. Armeekorps (motorisiert) | Leibstandarte SS Adolf Hitler | Waffen-SS                                                                                             |
| XXXX. Armeekorps (motorisiert) | 9. Panzer-Division            | 1. Aufstellungswelle, 126 Panzerkampfwagen (9 P I, 36 P II, 51 P III, 20 P IV, 10 Panzerbefehlswagen) |
| XI. Armeekorps                 | 76. Infanterie-Division       | 2. Aufstellungswelle                                                                                  |
| XI. Armeekorps                 | 198. Infanterie-Division      | 7. Aufstellungswelle                                                                                  |
| L. Armeekorps                  | 46. Infanterie-Division       | 1. Aufstellungswelle                                                                                  |
| Reserve                        | 16. Panzer-Division           | 1. Aufstellungswelle, kam nicht zum Einsatz                                                           |

| Panzergruppe 1 | XIV. Armeekorps (motorisiert)   | 5. Panzer-Division                    | 1. Aufstellungswelle, 121 Panzerkampfwagen (9 P I, 40 P II, 51 P III, 16 P IV, 5 Panzerbefehlswagen) |
| Panzergruppe 1 | XIV. Armeekorps (motorisiert)   | 11. Panzer-Division                   | 126 Panzerkampfwagen (45 P II, 51 P III, 16 P IV, 14 Panzerbefehlswagen)                             |
| Panzergruppe 1 | XIV. Armeekorps (motorisiert)   | 60. Infanterie-Division (motorisiert) | 2. Aufstellungswelle                                                                                 |
| Panzergruppe 1 | XXXXI. Armeekorps (motorisiert) | SS-Division Das Reich                 | Waffen-SS                                                                                            |
| Panzergruppe 1 | XXXXI. Armeekorps (motorisiert) | Infanterieregiment Großdeutschland    | |
| Reserve        | Reserve                         | 4. Gebirgs-Division                   | kam nicht zum Einsatz                                                                                |
| Reserve        | Reserve                         | 294. Infanterie.Division              | 8. Aufstellungswelle, kam nicht zum Einsatz                                                          |

## Luftwaffe
Luftflotte 4
- Oberbefehlshaber: Generaloberst Alexander Löhr[4]
- Chef des Generalstabes: Generalleutnant Günther Korten
- Iststärke: 971 Flugzeuge (37 Aufklärungsflugzeuge, 119 Kampfflugzeuge, 280 Sturzkampfflugzeuge, 70 Zerstörerflugzeuge, 61 Schlachtflugzeuge, 371 Jagdflugzeuge)

| direkt unterstellt         | 4. Staffel der Fernaufklärungsgruppe 121                                                       | 13 Aufklärungsflugzeuge (10 Junkers Ju 88A, 3 Messerschmitt Bf 110C)                          |
| direkt unterstellt         | Stab, I. und III./Kampfgeschwader 2, III./Kampfgeschwader 3                                    | 96 Kampfflugzeuge (93 Dornier Do 17Z, 3 Junkers Ju 88A)                                       |
| direkt unterstellt         | Stab, I., II. und III./Kampfgeschwader 51, II./Kampfgeschwader 4                               | 109 Kampfflugzeuge (81 Junkers Ju 88A, 28 Heinkel He 111P)                                    |
| Fliegerführer Graz         | Stab/Sturzkampfgeschwader 3, II./Sturzkampfgeschwader 77                                       | 42 Sturzkampfflugzeuge (42 Junkers Ju 87B)                                                    |
| Fliegerführer Graz         | Stab und II./Jagdgeschwader 54, I./Jagdgeschwader 27                                           | 68 Jagdflugzeuge (68 Messerschmitt Bf 109E)                                                   |
| Fliegerführer Arad         | Stab I. und III./Sturzkampfgeschwader 77                                                       | 88 Sturzkampfflugzeuge (82 Junkers Ju 87 B, 5 Messerschmitt Bf 109E, 1 Messerschmitt Bf 110C) |
| Fliegerführer Arad         | I./Zerstörergeschwader 26                                                                      | 33 Zerstörerflugzeuge (33 Messerschmitt Bf 110C/D)                                            |
| Fliegerführer Arad         | Stab, II. und III./Jagdgeschwader 77, III. und 4./Jagdgeschwader 54                            | 134 Jagdflugzeuge (134 Messerschmitt Bf 109E)                                                 |
| VIII. Fliegerkorps         | 2. Staffel der Fernaufklärungsgruppe 11                                                        | 12 Aufklärungsflugzeuge (12 Dornier Do 17P)                                                   |
| VIII. Fliegerkorps         | 7./Lehrgeschwader 2                                                                            | 12 Aufklärungsflugzeuge (12 Messerschmitt Bf 110C)                                            |
| VIII. Fliegerkorps         | Seenotstaffel 7                                                                                |                                                                                               |
| VIII. Fliegerkorps         | Stab, I. und III./Sturzkampfgeschwader 2, I./Sturzkampfgeschwader 3, I./Sturzkampfgeschwader 1 | 150 Sturzkampfflugzeuge (72 Junkers Ju 87B, 42 Junkers Ju 87R)                                |
| VIII. Fliegerkorps         | II./Lehrgeschwader 2, 10./Lehrgeschwader 2                                                     | 61 Schlachtflugzeuge (29 Messerschmitt Bf 109E, 32 Henschel Hs 123)                           |
| VIII. Fliegerkorps         | II./Zerstörergeschwader 26                                                                     | 37 Zerstörerflugzeuge (37 Messerschmitt Bf 110C/E)                                            |
| VIII. Fliegerkorps         | Stab, II. und III./Jagdgeschwader 27, I./Lehrgeschwader 2                                      | 112 Jagdflugzeuge (112 Messerschmitt Bf 109E)                                                 |
| VIII. Fliegerkorps         | I./Lehrgeschwader 1                                                                            | 23 Kampfflugzeuge (23 Junkers Ju 88 A)                                                        |
| VIII. Fliegerkorps         | IV./Kampfgeschwader z.b.V. 1                                                                   | 33 Transportflugzeuge (33 Junkers Ju 52/3m)                                                   |
| Luftwaffenmission Rumänien | III./Jagdgeschwader 52                                                                         | 57 Jagdflugzeuge (57 Messerschmitt Bf 109E)                                                   |
| Luftgaukommando XVII       | Ergänzungsgruppe/Jagdgeschwader 77, Ergänzungsstaffel/Sturzkampfgeschwader 2                   |                                                                                               |